# Rubus costaricanus
Rubus costaricanus är en rosväxtart som beskrevs av Frederik Michael Liebmann. Rubus costaricanus ingår i släktet rubusar, och familjen rosväxter.

## Underarter
Arten delas in i följande underarter:
- R. c. discolor
- R. c. concolor
- R. c. longisetosus
- R. c. brevisetosus